# 景凤镇
景凤镇，原为景凤乡，是中华人民共和国山西省长治市沁源县下辖的一个乡镇级行政单位。2021年4月1日，撤销官滩乡、景凤乡，合并设立景凤镇。

## 行政区划
截至2021年末，景凤镇下辖12个行政村：
红源村、汝家庄村、黎和村、景凤村、马家峪村、琴峪村、紫红村、北新庄村、活凤村、琵琶园村、贾庄村和崖头村。